# Saurornithoides mongoliensis
Il saurornitoide (Saurornithoides mongoliensis) era un dinosauro carnivoro appartenente ai troodontidi, vissuto nel Cretaceo superiore (Campaniano, circa 75 milioni di anni fa) in Mongolia. È considerato uno dei dinosauri dal cervello più grande, in relazione alle dimensioni corporee.

## Descrizione

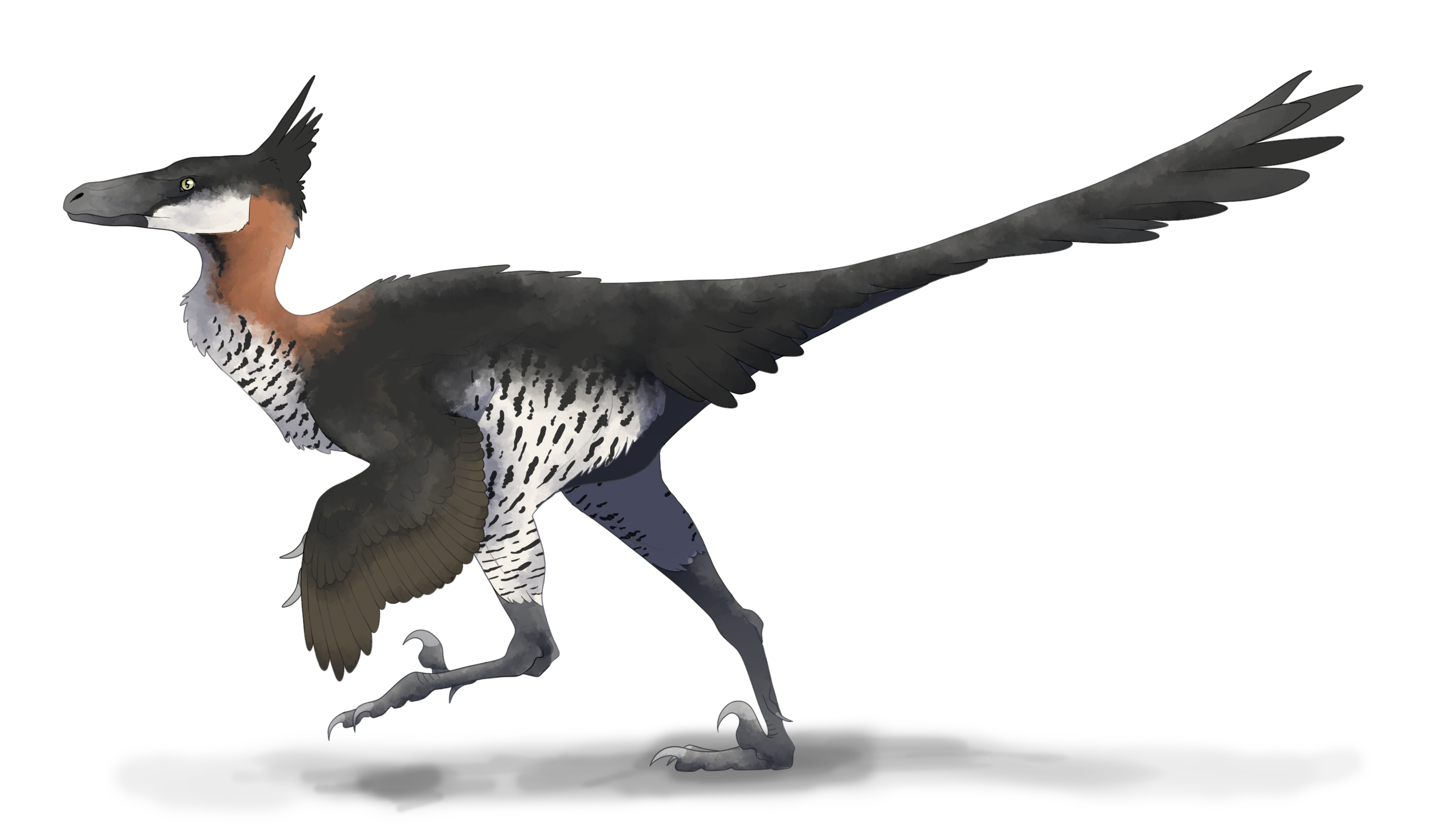
Ricostruzione di Saurornithoides

Il saurornitoide era lungo circa 2 - 3 metri e pesante forse una cinquantina di chilogrammi; era dotato di zampe posteriori allungate e robuste, fornite di un artiglio del secondo dito piuttosto sviluppato rispetto agli altri. La coda era tenuta rigida per bilanciare il peso del corpo durante la corsa. Il saurornitoide, come tutti gli appartenenti alla famiglia dei troodontidi, deve essere stato uno dei dinosauri più intelligenti (almeno stando alle dimensioni della scatola cranica) e la sua intelligenza era forse paragonabile a quella dei piccoli mammiferi suoi contemporanei.

## Classificazione
Questo dinosauro è stato descritto per la prima volta nel 1924 da Henry Fairfield Osborn, basatosi su un singolo esemplare incompleto proveniente dalla formazione Djadochta in Mongolia. Saurornithoides è stato per lungo tempo l'esemplare meglio conosciuto della famiglia dei troodontidi, un gruppo di piccoli carnivori dalle caratteristiche simili a quelle degli uccelli (Saurornithoides significa "lucertola simile a un uccello"). Una seconda specie, S. junior, è stata descritta da Rinchen Barsbold, sulla base di un altro esemplare più grosso proveniente da livelli un po'  più recenti (formazione Nemegt). Uno studio del 2009, però, ha riclassificato quest'ultima specie in un nuovo genere, Zanabazar.

## Paleobiologia
Saurornithoides, come Zanabazar, doveva essere un piccolo predatore notturno: i grandi occhi permettevano una vista acuta che serviva sicuramente nella caccia ai piccoli animali, come insetti, lucertole e piccoli mammiferi.